# Sợi xích
Sợi xích là cuốn tiểu thuyết đầu tay của Lê Kiều Như, với nội dung xoay quanh một người vợ thèm khát tình dục sống cùng chồng bị yếu sinh lý. Sau buổi họp báo ra mắt tiểu thuyết tổ chức vào ngày 12 tháng 3 năm 2010 tại Thành phố Hồ Chí Minh, tác phẩm nhanh chóng nhận về vô số đánh giá tiêu cực và bị gọi là "dâm thư". Cuốn sách này đã bị nhà xuất bản đề nghị ngưng phát hành chỉ vài ngày trước thời điểm ấn định xuất bản sau phản ứng từ dư luận.

## Nội dung
Hồng là cô gái không cha mẹ, lớn lên ở một trại trẻ mồ côi cùng với Loan, bạn thân của cô, và làm giáo viên dạy dương cầm. Ngay từ nhỏ, trong một lần rình xem bạn nam tắm, cô đã bị ám ảnh bởi hình ảnh dương vật và trở nên khao khát đời sống tình dục. Khi đến tuổi, cô lên xe hoa với Tuấn, một doanh nhân thành đạt giàu có, và bắt đầu cuộc hôn nhân hạnh phúc cùng anh. Dù vậy, sớm sau đó, Hồng dần nhận ra những điều kỳ lạ ở chồng: khi cô muốn gần gũi, anh đều cố gắng lảng tránh và thậm chí là chán ghét cô. Trong một lần quan hệ, ngay từ màn dạo đầu, Hồng đã phát hiện ra anh bị yếu sinh lý. Kể từ đó, Hồng phải sống trong sự dằn vặt giữa dục vọng của bản thân và tình yêu mà chồng dành cho mình. Cô cũng khao khát với thiên chức làm mẹ khi biết tin Loan cưới chồng và mang thai, đồng thời vô tình thấy cảnh hai vợ chồng Loan làm tình. Để thỏa mãn bản thân, Hồng đã làm nhiều cách như tự thủ dâm hay xem phim khiêu dâm. Về phía Tuấn, anh cũng cố gắng để cải thiện bệnh lý của mình nhưng hoàn toàn bế tắc. Tuấn dần tỏ thái độ bất cần như luôn uống rượu say xỉn về muộn, đánh đập, bạo hành tinh thần vợ...
Trong một lần dẫn Hồng vào con tàu nghỉ chân trên phố đèn đỏ, Tuấn đã cướp đi sự trong trắng của vợ bằng cây dương vật giả, khiến cô trở nên sụp đổ. Sau khi bắt gặp Hồng trò chuyện với một người đàn ông khi đang lang thang trên đường, Tuấn đã nổi cơn ghen, xé quần áo và trói lại bằng sợi xích, nhốt cô trong nhà cho đến khi anh đi làm về và cho ăn. Thời gian này, Hồng vô tình bắt gặp một nam sinh thường xuyên đứng ngoài cửa sổ lén nhìn cô vào những lúc chồng đi vắng. Lâu dần, dục vọng trong Hồng trỗi dậy, cô đã vượt qua ranh giới với cậu học trò và lén lút quan hệ những khi Tuấn không ở nhà. Một lần Loan đến chơi nhà, cô đã kể với Tuấn về quá khứ bất hạnh của Hồng khi từng bị một cặp vợ chồng họ hàng nuôi hành hạ và xâm hại tình dục. Cảm thấy tội lỗi trước những việc mình đã làm, Tuấn quyết định tháo xích cho Hồng và trả cho cô tự do. Hồng sau đó đã đánh phấn và trang điểm đi tìm chàng nam sinh, để rồi đau đớn khi phát hiện ra mình bị lừa dối. Kết thúc câu chuyện là khung cảnh ở một nghĩa trang, cho thấy cô đã tự tử và cầu nguyện "cho những người ở lại sống không đày đọa tấm thân của một kiếp người".

## Nhân vật
- Hồng ("Tôi"): nhân vật chính của câu chuyện và là điểm nhìn xuyên suốt tác phẩm. Cô là một giáo viên dạy dương cầm lớn lên ở trại trẻ mồ côi và là vợ của Tuấn.
- Tuấn: chồng của Hồng, một doanh nhân thành đạt nhưng mắc bệnh yếu sinh lý.
- Loan: bạn thân của Hồng, cùng lớn lên với cô ở trại trẻ mồ côi.
- Nam sinh: một "cậu bé" thường xuyên lén nhìn Hồng trong thời gian cô bị nhốt trong nhà, sau này là tình nhân của cô.

## Phát hành
Cuốn tiểu thuyết được chấp bút bởi Lê Kiều Như, với độ dài 188 trang. Sách do Nhà xuất bản Hội nhà văn liên kết cùng Công ty Youbooks xuất bản. Dù có số lượng trang nhiều, nội dung tiểu thuyết chỉ vỏn vẹn khoảng 20 nghìn từ và được in với font chữ lớn, dàn thoáng để tăng thêm số trang tối đa. Buổi họp báo ra mắt tiểu thuyết đã tổ chức vào ngày 12 tháng 3 cùng năm tại Thành phố Hồ Chí Minh và tác phẩm dự kiến sẽ phát hành ngày 22 tháng 3 với số lượng bản in là 2000, giá bán mỗi cuốn 39.000 đồng. 20 bức ảnh "nóng" của tác giả cũng xuất hiện trong cuốn sách, nhận về nhiều ý kiến trái chiều từ độc giả. Tác phẩm sau đó đã bị nhà xuất bản ra văn bản đề nghị ngưng phát hành rộng rãi chỉ vài ngày trước ngày ấn định xuất bản sau phản ứng từ dư luận. Giải thích về liên đới trong việc phát hành cuốn sách, nhà văn Trung Trung Đỉnh, giám đốc Nhà xuất bản Hội nhà văn, đã gửi lời xin lỗi đến bạn đọc và sẽ nhận trách nhiệm khi để lọt một tác phẩm gây dư luận xấu trên thị trường, đồng thời cũng nhận định việc xuất bản cuốn sách là một cách để "đánh bóng" tên tuổi của Lê Kiều Như, tiết lộ phía công ty liên kết xuất bản đã không nộp lưu chiểu cuốn sách này mà tổ chức buổi ra mắt sách, được xem là vi phạm theo luật Xuất bản.
Vào tháng 7 năm 2013, Lê Kiều Như đã thuê luật sư đâm đơn kiện Apple đòi bồi thường 100.000 USD khi hãng rao bán cuốn sách trên App Store với giá 29,99 USD, đồng thời cho biết sẽ khởi kiện tại tòa án của Mỹ. Đến ngày 20 tháng 7 cùng năm, Apple hồi âm lại sự việc bằng một bức thư điện tử, trong đó thông báo đã gỡ bỏ nội dung truyện khỏi nền tảng và cho biết sẽ không chịu trách nhiệm cho sự việc vì chỉ là bên trung gian cho việc phát hành tiểu thuyết trên ứng dụng.

## Tiếp nhận
Sự kiện ra mắt tiểu thuyết đã tạo nên một làn sóng phản ứng từ người đọc, với đa số đánh giá đều là tiêu cực sau khi một số trích đoạn của tiểu thuyết được đăng tải lên mạng vì cách hành văn "quá tệ", lời thoại "ngây ngô", tình tiết phi lý, đồng thời gọi tác phẩm là "dâm thư". Những người có mặt tại buổi họp báo ra mắt cũng so sánh nội dung của tiểu thuyết với truyện trên "web đen". Dù đã ngừng phát hành, tác phẩm vẫn tiếp tục bị in lậu và được trưng bày trên kệ sách và sạp sách ngoài vỉa hè, thu hút nhiều người đọc mua. Vào năm 2014, cô thông báo Sợi xích được một đối tác người Nhật Bản mua bản quyền chuyển thể thành phim điện ảnh.
Bài viết của báo Công an nhân dân đã dành lời chỉ trích gay gắt đối với tiểu thuyết khi "ngoài vài đoạn văn miêu tả những cảnh làm tình dung tục thì thứ còn lại [...] chắc chắn không phải là văn chương", đồng thời cho rằng nhân vật chính bị "thiểu năng" khi lạm dụng thán từ "Ôi" quá mức và việc phải đọc tiểu thuyết ba lần để viết bài đánh giá là một "cực hình". Cũng trong một bài đăng khác của trang báo, tác giả Nguyệt Hà đã đánh giá tác phẩm "sơ sài [...] với lối kể chuyện vụng về, thậm chí là thô thiển, dung tục về chuyện phòng the". Báo Người lao động thì gọi Sợi xích là một "tiểu thuyết ba xu" và giống kiểu “kể chuyện thị trường thường thấy trên các tạp chí và website". Nhà thơ Lê Thiếu Nhơn đã nhận xét tiểu thuyết nằm ở mức "bình thường" và đánh giá tác giả "viết yếu", "bố cục đơn giản, quá sơ sài", đồng thời tiết lộ Nhà xuất bản Hội nhà văn không chỉ xuất bản nhũng tác phẩm có tính giá trị văn học. Tuy vậy, nhà thơ Lê Đợi, viết cho BBC Tiếng Việt, đã coi tiểu thuyết là "vô tội", ngoài ra cũng quy kết trách nhiệm về phía nhà xuất bản và việc thiếu một cơ quan chuyên thẩm định làm việc hiệu quả. Đạo diễn Lê Hữu Lương, người được Lê Kiều Như nhờ đọc bản thảo, lại khen ngợi tác phẩm khi biết cách tổ chức và dẫn dắt câu chuyện, dù "viết văn chưa thật hay", đồng thời bày tỏ sự khâm phục với cô khi viết ra cuốn sách.